# Jorge Manuel López
Jorge Manuel López (Rosario, provincia de Santa Fe, 5 de junio de 1918 - Rosario, 22 de diciembre de 2006) fue un obispo católico argentino, que fue Arzobispo de Corrientes entre 1972 y 1983, y Arzobispo de Rosario entre 1983 y 1993.

## Biografía
Todos los sacramentos de iniciación cristiana los recibió en la Iglesia Catedral de Rosario. Cursó sus estudios primarios en la Escuela Nro. 55 "Domingo Faustino Sarmiento" y los estudios secundarios en la Escuela Superior de Comercio "Libertador Gral. San Martín", ambos en la ciudad de Rosario. Su formación sacerdotal la recibió en el Seminario Metropolitano de Villa Devoto, en la Capital Federal. Recibió la ordenación presbiteral el 19 de diciembre de 1942 en la Catedral de Rosario por manos del entonces obispo de Antonio Caggiano. Se desempeñó como miembro de la Curia Arquidiocesana; docente y Rector del Seminario Arquidiocesano "San Carlos Borromeo" en la ciudad de Capitán Bermúdez, provincia de Santa Fe. El 20 de mayo de 1968 fue elegido Obispo titular in partibus infidelium de Ausafa y auxiliar de la Arquidiócesis de Rosario, recibiendo su ordenación episcopal el 15 de agosto de 1968 por manos del arzobispo de Rosario, Guillermo Bolatti, siendo obispos co-consagrantes Benito Epifanio Rodríguez, obispo titular de Arycanda y auxiliar de Rosario, y Francisco Juan Vénnera, obispo titular de Iubaltiana y emérito de San Nicolás de los Arroyos.
El 5 de abril de 1972, Pablo VI lo nombró arzobispo de Corrientes. En ese cargo fue autor de la iniciativa de la peregrinación juvenil a la Basílica de Nuestra Señora de Itatí —que recibió el título oficial de basílica durante su mandato— y que con el tiempo llegaría a ser multitudinaria.
El 19 de enero de 1983, el Papa Juan Pablo II lo nombró Arzobispo de Rosario. Fue vicepresidente de la Conferencia Episcopal Argentina. Se opuso firmemente al intento de instalar un casino en la ciudad de Rosario. El sábado 11 de abril de 1987 recibió la visita a la ciudad de Rosario de Juan Pablo II, concelebrando la Santa Misa con el Santo Padre en el Parque del Monumento Nacional a la Bandera.
Renunció por razones de edad el 20 de noviembre de 1993. Continuó residiendo en Rosario como Arzobispo emérito en la Parroquia "Santa Rosa de Lima", llevando a cabo dirección espiritual y la atención de todos aquellos que se acercaban a su persona. 
Era un profundo conocedor de la vida y obra de Santo Tomás de Aquino, como así también en el uso del latín, la lengua oficial de la Iglesia.
Ha sido presidente del Consejo  Episcopal para las Causas de los Santos. Tras una larga enfermedad, residiendo en la casa de las Hermanas Siervas de Jesús de la ciudad de Rosario, falleció el 22 de diciembre de 2006, en presencia del entonces Arzobispo de Rosario, José Luis  Mollaghan y de otras personas.
Sus restos descansan en la Iglesia Catedral Basílica "Nuestra Señora del Rosario". 